# Kiềm Giang, Trùng Khánh
Kiềm Giang (chữ Hán giản thể:黔江区, Hán Việt: Kiềm Giang khu) là một quận thuộc thành phố trực thuộc trung ương Trùng Khánh, Cộng hòa Nhân dân Trung Hoa. Quận này có 3 nhai đạo, 5 trấn và 45 trấn. Quận này nằm ở đông nam của Trùng Khánh. 